# TVO (Telewizja Opolska)
TVO – prywatna regionalna stacja telewizyjna. Kanał TVO był kierowany do mieszkańców województwa opolskiego. Stacja ruszyła 5 października 2009 roku o godz. 17:50. Redaktorem naczelnym stacji był Radosław Święs, a newsroomem kierował Wiktor Balcer. TVO było również pierwszą na Opolszczyźnie stacją z portalem telewizyjnym. Od 29 marca 2010 roku TVO dostępna była we wszystkich pakietach telewizji UPC, także w podstawowym i najtańszym pakiecie mini.
TVO retransmitowała I Galę MMA w Opolu, która odbyła się 4 kwietnia 2010 roku.

## Programy TVO Telewizji Opolskiej
- Informacyjne
  - Informacje
  - Sport
  - Minął tydzień
  - Pogoda

- Rozmowy z gośćmi
  - Wszystko na temat

- Interwencyjne i reporterskie
  - Alarm
  - Reporter

- Poradnikowe i rozrywkowe
  - Kobiecym Okiem
  - Opole Night
  - Roller
  - Motokibic

- Popularnonaukowe
  - TVO Nauka
  - Tajemnice Śląska

- Pasmo sportowe, retransmisje spotkań
  - Oderki Opole (piłka nożna)
  - Kolejarza Opole (żużel)
  - Gwardii Opole (piłka ręczna)
  - AZS Politechniki Opolskiej (koszykówka)